# Кохання-зітхання
«Кохання-зітхання» (рос. «Любовь-морковь») — російський художній фільм 2007 року за мотивами п'єси білоруського драматурга Андрія Курейчика «Виконавець бажань». Перший фільм із серії, продовження якої глядачі побачили у «Кохання-зітхання 2» та «Кохання-зітхання 3». Фільм демонструвався в українському кінопрокаті та на телебаченні.

## Сюжет
Щасливі молодята Андрій та Марина через сім років спільного життя зрозуміли, що вони абсолютно не розуміють і ледве терплять один одного. Вони сходили до сімейного психолога, а наступний ранок прокинулися, обмінявшись тілами. Психолог пропав, і вирішивши приховати від знайомих ці зміни, подружжя намагаються продовжити життя, прикидаючись своєю половинкою.
Андрій був адвокатом, а Марина в тілі Андрія програє справу за справою. Марина була мистецтвознавцем в музеї, а Андрій у полотнах імпресіоністів бачить лише кольорові плями. В результаті пограбування музею Маринине тіло потрапляє в заручники.
Зрештою Марина та Андрій стають самі собою. В останній сцені Марина представляє картину, за якою її взяли в заручники, також вона вагітна.

## У ролях
| Актор               | Роль                                         |
| ------------------- | -------------------------------------------- |
| Гоша Куценко        | Андрій Голубєв                               |
| Крістіна Орбакайте  | Марина Голубєва                              |
| Євген Стичкін       | Карло                                        |
| Андрій Краско       | Фелікс Корогодський (озвучує Олексій Колган) |
| Катерина Стриженова | Анастасія, дружина Корогодського             |
| Михайло Козаков     | лікар Коган                                  |
| Андрій Ургант       | Олег Львович Нерон                           |
| Сергій Жолобов      | Суддя                                        |
| Дар'я Дроздовська   | Соня                                         |
| Станіслав Дужніков  | Данило                                       |
| Ольга Орлова        | Олена                                        |
| Евклід Кюрдзідіс    | Серьога                                      |
| Олександр Стриженов | адвокат Аристархов                           |
| Ксенія Князєва      | Ірина                                        |
| Дмитро Бурлаков     | водій Олени                                  |
| Віталій Хаєв        | Кірсанов                                     |
| Олександр Робак     | Вова                                         |
| Сергій Дорогов      | слідчий Груздєв (озвучує Олександр Клюквін)  |
| Валдіс Пельш        | аукционіст                                   |

## Нагороди та номінації
| Нагороди та номінації   | Нагороди та номінації  | Нагороди та номінації                 | Нагороди та номінації | Нагороди та номінації |
| Нагорода                | Категорія              | Номінант                              | Результат             |                       |
| ----------------------- | ---------------------- | ------------------------------------- | --------------------- | --------------------- |
| MTV Russia Movie Awards | «Краща жіноча роль»    | Крістіна Орбакайте                    | Номінація             |                       |
| MTV Russia Movie Awards | «Краща комедійна роль» | Гоша Куценко                          | Номінація             |                       |
| MTV Russia Movie Awards | «Краща кінокоманда»    |                                       | Номінація             |                       |
| MTV Russia Movie Awards | «Кращий поцілунок»     | Крістіна Орбакайте та Гоша Куценко    | Номінація             |                       |
| MTV Russia Movie Awards | «Кращий саундтрек»     | «Я намалюю небо» — Крістіна Орбакайте | Номінація             |                       |